# San Giorgio II
San Giorgio II è un dipinto a olio su tela (107x95 cm) realizzato nel 1911 dal pittore Vasilij Kandinskij.
È conservato nel Museo di Stato Russo di San Pietroburgo.